# Bataille de Ginnis
Guerre des Mahdistes (1881-1899)
Batailles
- Aba
- El Obeid
- Première bataille d'El Teb
- Deuxième bataille d'El Teb
- Tamai
- Trinkitat
- El Eilafun
- Abu Klea
- Abu Kru
- Khartoum
- Kirbekan
- Hashin
- Tofrek
- Ginnis
- Metemma
- Toski
- Agordat
- Barca
- Tokar
- Serobeti
- Agordat
- Kassala
- Gulusit
- 1er Sebderat
- 2e Sebderat
- Mokram
- Tucruf
- Firkat
- Hafir
- Bedden
- Redjaf
- Abu Hamed
- Atbara
- Omdurman
- Fachoda
- Gedaref
- Roseires
- Umm Diwaykarat

La bataille de Ginnis est livrée le 30 décembre 1885 pendant la guerre des Mahdistes au Soudan. Principal affrontement de la première offensive anglo-égyptienne au Soudan contre les Mahdistes depuis la chute de Khartoum, elle se termine par la défaite de ces derniers.
Il est souvent soutenu que c'est à l'occasion de cette bataille que les troupes britanniques portent pour la dernière fois des tuniques rouges au combat. Cette affirmation est inexacte, les soldats britanniques étant encore ainsi vêtus de ces tenues lors des batailles de Ceza et de Hlophekhulu en 1888, lors de la rébellion des uSuthu, au Kwazulu-Natal en Afrique du Sud.

## Sources
- (en) Philip Warner, Dervish : the rise and fall of an African Empire, Ware, Hertfordshire, Wordsworth Editions, coll. « Wordsworth military library », 2000, 235 p. (ISBN 978-1-840-22246-3)